# Beaconsfield (Engeland)
Beaconsfield is een civil parish in het bestuurlijke gebied South Bucks, in het Engelse graafschap Buckinghamshire.
Beaconsfield ligt ongeveer 40 kilometer noordwestelijk van Londen en heeft 12.081 inwoners. De plaats werd het eerst (onder de naam Bekenesfeld) in geschriften genoemd in 1185. De parochie heeft een kerk, opgedragen aan Maria. Elk jaar op 10 mei is er een jaarmarkt, die al meer dan 735 jaar gehouden wordt. Er is een treinstation van Chiltern Railways. In het plaatsje bevindt zich ook de National Film and Television School.

## Bekonscot
In Beaconsfield bevindt zich ook 's werelds oudste miniatuurstadje, Bekonscot Model Village genaamd. Het werd opgericht in 1929 en heeft een schaal van 1:12. Het Nederlandse Madurodam is geïnspireerd op Bekonscot.
Bekonscot laat typisch Engelse huizen en bouwwerken zien, vooral uit de periode vanaf 1930. Sinds 1978 trok het park meer dan 13.000.000 bezoekers.

## Bekende personen
Beaconsfield was het stemdistrict van de tweevoudig Engels premier Benjamin Disraeli in de 19e eeuw. In 1876 maakte Koningin Victoria hem de eerste Earl of Beaconsfield. De fantasyschrijver Terry Pratchett is in Beaconsfield geboren en schrijver Gilbert Keith Chesterton, filosoof Edmund Burke en de dichter Edmund Waller liggen er begraven. Bekende personen uit Beaconsfield:
- Enid Blyton (1897-1968), schrijfster
- Robert Frost (1874-1963), dichter
- Christopher Frank (1942-1993), Frans scenarist en filmregisseur van Engelse afkomst
- Barry Gibb, zanger van de Bee Gees
- Angelina Jolie, actrice (ze bezit een pand in Beaconsfield, maar het is niet bekend of ze er ook woont)